# 象山駅
象山駅（しょうざんえき）は台湾台北市信義区にある、台北捷運淡水信義線の駅。駅番号は「R02」。

## 歴史
- 2013年11月24日 - 信義線・中正紀念堂～象山間として開業。なお、当駅発着の列車は北投までの運行であった[1]。
- 2014年11月15日 - 松山線開通に伴う運行系統変更により淡水信義線の駅となり、淡水まで運行する当駅発着の列車が設定される[2]。

## 駅構造
ホームは地下2階にあり、島式ホーム1面2線を有する。開業時からフルスクリーンタイプのホームドアが設置されている。
駅構内に三段の踊場があるエスカレーターがある。高さが13.38メートル、長さが踊場部分を含めて28.76メートルあり、台北捷運のエスカレーターとしては忠孝復興駅のものに次いで2番目に長い。

### のりば
| 1・2 | 淡水信義線（上り） | 淡水方面 |

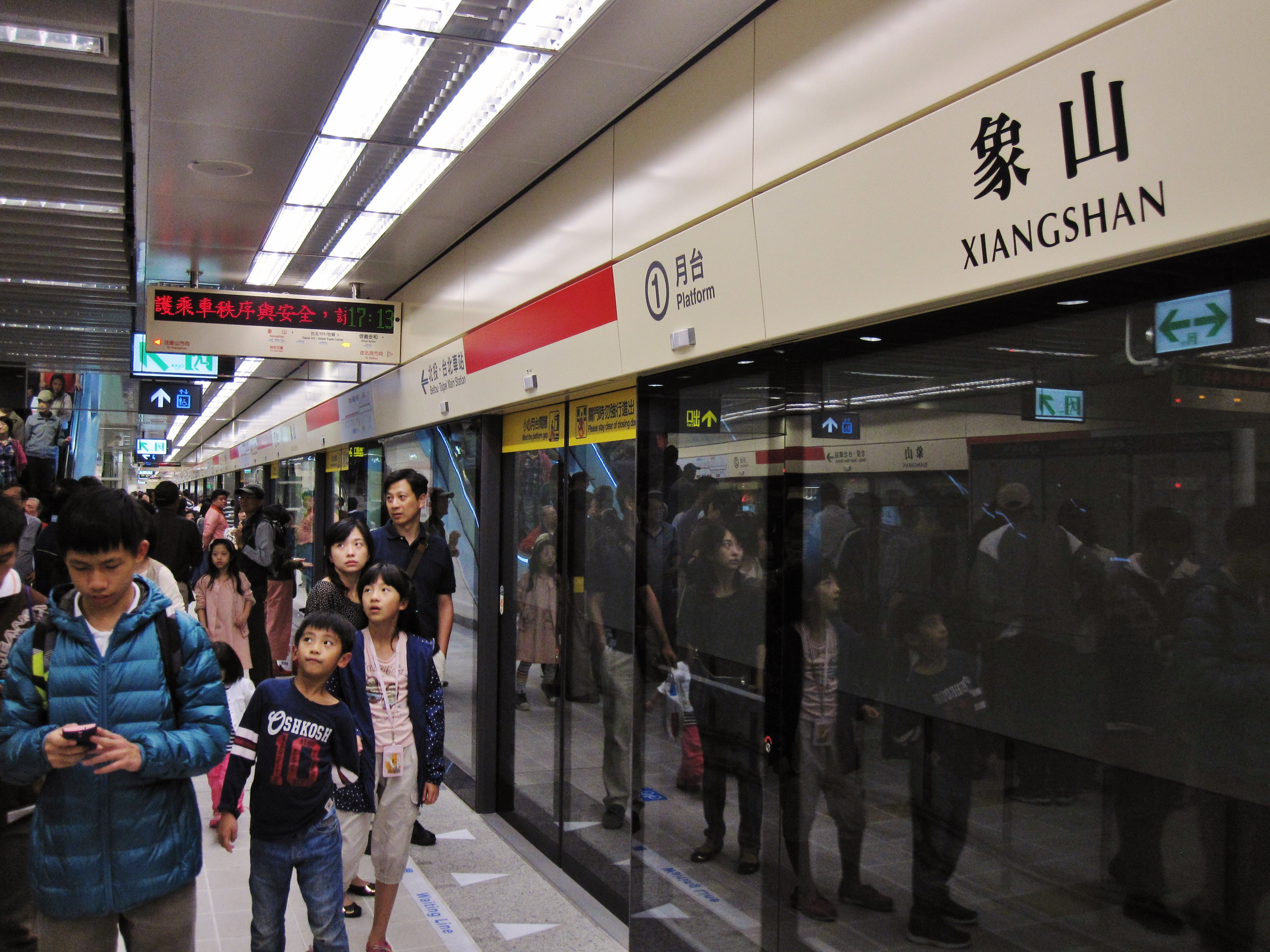
ホーム（2013年11月）

### 駅出口
- 出口1：松仁路
- 出口2：中強公園
- 出口3：興雅国中

## 利用状況
| 年   | 年間      | 年間      | 年間      | 年間  | 日平均 | 日平均 |
| 年   | 乗車      | 下車      | 乗下車計  | 出典  | 乗車   | 乗下車 |
| ---- | --------- | --------- | --------- | ----- | ------ | ------ |
| 2013 | 555,604   | 576,601   | 1,132,205 | [ 7 ] | 14,621 | 29,795 |
| 2014 | 2,929,051 | 2,645,394 | 5,574,445 | [ 7 ] | 8,025  | 15,272 |
| 2015 | 3,599,580 | 3,224,520 | 6,824,100 | [ 7 ] | 9,862  | 18,696 |
| 2016 | 3,851,110 | 3,456,473 | 7,307,583 | [ 7 ] | 10,522 | 19,966 |
| 2017 | 4,031,810 | 3,672,514 | 7,704,324 | [ 7 ] | 11,046 | 21,108 |
| 2018 | 4,479,945 | 4,122,051 | 8,601,996 | [ 7 ] | 12,274 | 23,567 |
| 2019 | 4,975,425 | 4,557,783 | 9,533,208 | [ 7 ] | 13,631 | 26,118 |
| 2020 | 4,596,373 | 4,217,089 | 8,813,462 | [ 7 ] | 12,558 | 24,080 |
| 2021 | 3,520,887 | 3,230,204 | 6,751,091 | [ 7 ] | 9,646  | 18,496 |

## 駅周辺
- 出口1
  - 台北市政府警察局（中国語版）信義分局 
  - 信義区行政センター
  - 中華電信台北東区サービスセンター
  - NEO19 
  - 信義威秀影城（中国語版）
  - 新光三越信義新天地
  - 台北寒舍艾美酒店（中国語版）
  - 華南銀行本店
  - 華南金融控股公司本店
  - 台北南山広場
    - 微風南山
      - 微風南山アトレ
- 出口2
  - 象山公園（中国語版）
  - 信義運動中心（中国語版）
  - 台北市立信義国民中学（中国語版）（信義社区大学）
  - 台北市立吳興国民小学（中国語版）
  - 象山親山步道（中国語版）
  - 松徳辦公大樓-台北市政府交通局
  - 台北市立総合医院（中国語版）松德院区（中国語版）
  - 挹翠山荘 
  - 信義快速道路（中国語版）
- 出口3
  - YouBike（台北市公共自転車（中国語版））捷運象山駅

## バス路線
| 路線       | 運行事業者 | 区間                     | 備考 |
| ---------- | ---------- | ------------------------ | ---- |
| 20         | 大都会客運 | 永春高中－衡陽路         |      |
| 33         | 大都会客運 | 永春高中－美麗華         |      |
| 37         | 東南客運   | 松徳－台北駅（台北車站） |      |
| 46         | 大都会客運 | 松徳－円環               |      |
| 207        | 東南客運   | 内湖－捷運南勢角駅       |      |
| 612        | 東南客運   | 松徳－惇敘工商           |      |
| 612区間    | 東南客運   | 松徳－栄総               |      |
| 藍10       | 首都客運   | 民生社区－南港国宅       |      |
| 紅56       | 大都会客運 | 捷運象山駅－松山車站     |      |
| 信義幹線   | 大有巴士   | 福徳街－台北車站         |      |
| 信義新幹線 | 首都客運   | 捷運昆陽駅－台北車站     |      |

## 隣の駅
台北捷運
 淡水信義線
台北101/世貿駅 R03 - 象山駅 R02